# Język talaud
Język talaud, także: talaur, talaut, talodda – język austronezyjski używany w prowincji Celebes Północny w Indonezji, przez ludność wysp Talaud. Należy do grupy języków filipińskich. 
Według danych z 2000 roku posługuje się nim 82 tys. osób. Według Ethnologue dzieli się na szereg dialektów: arangka’a, awit, beo, dapalan (riung), essang, kaburuang, lirang (salebabu, salibabu), nenusa-maingas, południowy karakelong (karakelang, karakelong).
Wyspy Talaud są geograficznie bliższe Mindanao na Filipinach aniżeli wyspie Sulawesi; talaud jest najbardziej wysuniętym na północ językiem regionu. Poza wyspami Talaud jego użytkownicy zamieszkują różne zakątki prowincji Celebes Północny.
Pewne doniesienia sugerują, że jest zagrożony wymarciem. Odnotowano, że zaczął być wypierany przez malajski miasta Manado. Według innych informacji (2018) pozostaje w powszechnym użyciu (w kontaktach domowych, a także w sytuacjach formalnych i edukacji), jest też przyswajany przez osoby z zewnątrz. Według autorów słownika z 2018 r. znajomość języka narodowego jest wręcz stosunkowo słaba, a w pracy z 1986 r. podano, że ludność wyspy Miangas często zna inne języki (tagalski, bisaya, angielski). Jednocześnie, ze względu na migrację, duże skupiska ludu Talaud występują na terytorium całej prowincji. Wpływ edukacji w miastach Manado i Tomohon przyczynia się do osłabienia pozycji tego języka (i wzrostu użycia malajskiego miasta Manado); dodatkowo wyspy Talaud zamieszkują również migranci z pozostałych obszarów prowincji i innych regionów Sulawesi, a także osoby z Jawy. Na pocz. XXI w. na wyspach Talaud poczyniono postępy w zakresie rozwoju infrastruktury. Jednakże jeszcze w 1986 r. sądzono, że talaud nie jest zagrożony wymarciem, ze względu na intensywne posługiwanie się tym językiem w różnych sferach życia.
Został opisany w postaci słownika (Kamus Dwibahasa: Bahasa Talaud – Bahasa Indonesia, 2018) . Aspektom jego gramatyki poświęcono kilka prac z lat 80. XX w.: Struktur bahasa Talaud (1981), Morfologi dan sintaksis bahasa Talaud (1980/1981), Struktur dialek Miangas (1986) .